# Pichanges
Pichanges és un municipi francès, situat al departament de la Costa d'Or i a la regió de Borgonya - Franc Comtat. L'any 2007 tenia 249 habitants.

## Demografia

### Població
El 2007 la població de fet de Pichanges era de 249 persones. Hi havia 87 famílies, de les quals 12 eren unipersonals (8 homes vivint sols i 4 dones vivint soles), 32 parelles sense fills i 43 parelles amb fills.
La població ha evolucionat segons el següent gràfic:
Habitants censats

### Habitatges
El 2007 hi havia 96 habitatges, 89 eren l'habitatge principal de la família, 4 eren segones residències i 3 estaven desocupats. Tots els 95 habitatges eren cases. Dels 89 habitatges principals, 81 estaven ocupats pels seus propietaris, 6 estaven llogats i ocupats pels llogaters i 2 estaven cedits a títol gratuït; 1 tenia dues cambres, 4 en tenien tres, 18 en tenien quatre i 66 en tenien cinc o més. 76 habitatges disposaven pel capbaix d'una plaça de pàrquing. A 26 habitatges hi havia un automòbil i a 59 n'hi havia dos o més.

### Piràmide de població
La piràmide de població per edats i sexe el 2009 era:
| Homes | Edats   | Dones |
| ----- | ------- | ----- |
| 0     | 95 o +  | 0     |
| 0     | 90 a 94 | 0     |
| 0     | 85 a 89 | 0     |
| 0     | 80 a 84 | 0     |
| 4     | 75 a 79 | 4     |
| 4     | 70 a 74 | 8     |
| 4     | 65 a 69 | 0     |
| 0     | 60 a 64 | 0     |
| 0     | 55 a 59 | 4     |
| 8     | 50 a 54 | 4     |
| 8     | 45 a 49 | 24    |
| 8     | 40 a 44 | 0     |
| 8     | 35 a 39 | 8     |
| 8     | 30 a 34 | 8     |
| 12    | 25 a 29 | 8     |
| 0     | 20 a 24 | 4     |
| 12    | 15 a 19 | 12    |
| 12    | 10 a 14 | 4     |
| 4     | 5 a 9   | 0     |
| 0     | 0 a 4   | 8     |

## Economia
El 2007 la població en edat de treballar era de 169 persones, 134 eren actives i 35 eren inactives. De les 134 persones actives 129 estaven ocupades (65 homes i 64 dones) i 5 estaven aturades (2 homes i 3 dones). De les 35 persones inactives 13 estaven jubilades, 13 estaven estudiant i 9 estaven classificades com a «altres inactius».

### Ingressos
El 2009 a Pichanges hi havia 89 unitats fiscals que integraven 256 persones, la mediana anual d'ingressos fiscals per persona era de 22.149 €.

### Activitats econòmiques
Dels 4 establiments que hi havia el 2007, 1 era d'una empresa de construcció, 2 d'empreses de comerç i reparació d'automòbils i 1 d'una entitat de l'administració pública.
L'únic servei als particulars que hi havia el 2009 era una lampisteria.
L'any 2000 a Pichanges hi havia 6 explotacions agrícoles.

## Equipaments sanitaris i escolars
El 2009 hi havia una escola elemental integrada dins d'un grup escolar amb les comunes properes formant una escola dispersa.

## Poblacions més properes
El següent diagrama mostra les poblacions més properes.